# 대한민국 형법 제41조
대한민국 형법 제41조는 형의 종류에 대한 형법총칙의 조문이다.

## 조문
제41조(형의 종류) 형의 종류는 다음과 같다.
1. 사형
2. 징역
3. 금고
4. 자격상실
5. 자격정지
6. 벌금
7. 구류
8. 과료
9. 몰수

第41條(刑의 種類) 刑의 種類는 다음과 같다.
1. 死刑
2. 懲役
3. 禁錮
4. 資格喪失
5. 資格停止
6. 罰金
7. 拘留
8. 科料
9. 沒收

## 비교 조문
일본형법 제9조(형의 종류) 사형, 징역, 금고, 벌금, 구류 및 과료를 주형으로 하고, 몰수를 부가형으로 한다.

## 같이 보기
- 사형제도 사건

## 참고 문헌
- 고시면. (2010, 4). 사형제도(형법 제41조)의 존폐론에 관한 연구사형제도 Ⅱ. 사법행정, 51(4), 2-9.
- 김재윤, 손동권, 『새로운 형법각론』, 율곡출판사, 2013. ISBN 978-89-974283-4-2
- 8명 "사형제 폐지"… 박한철만 "유지" 한국일보 2013-04-18